# La Aguada y Costa Azul
La Aguada y Costa Azul – miasto w Urugwaju, w departamencie Rocha.